# Женевська лінгвістична школа

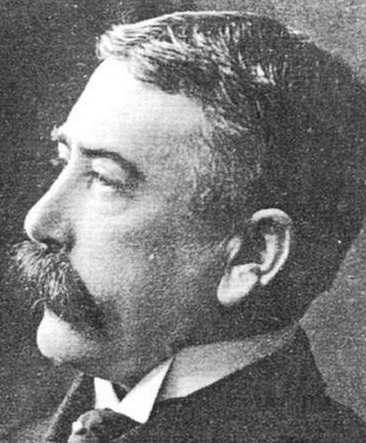
Фердинанд де Сосюр — засновник двох лінгвістичних шкіл, Женевської та Паризької

Женевська лінгвістична школа — одна з найвідоміших мовознавчих шкіл першої половини ХХ століття, основу якої заклав швейцарський мовознавець Фердинанд де Сосюр. Представниками школи були учні й послідовники відомого мовознавця, зокрема Шарль Баллі, Альберт Сеше, Сергій Карцевський, Анрі Фрей та інші.
Одне з питань, яке цікавило науковців, стосувалося співвідношення ідеального й соціального в явищах мови та мовлення. Школа, самоназва якої існує від 1908 p., виростала на ідеях та наукових традиціях Женевського університету, у якому Фердинанд де Сосюр працював з 1891 p., викладаючи санскрит, курс індоєвропеїстики та загальне мовознавство. 
Індоєвропеїст та філософ мови, Фердинанд де Соссюр став на шлях розкриття онтологічної сутності мови як семіотичної системи. Характеристику суспільної природи мови він подає у праці «Курс загальної лінгвістики» (1916), що виявила психологічний соціологізм його концепції через опозицію «соціальне в мові» — «індивідуальне в мові». 
Новаторство школи полягало в розкритті семіологічного характеру соціального та соціокультурного в мові: мовознавство визнано галуззю семіології, висунуто вимогу вивчення мови, як інших суспільних явищ, серед яких — звичаї, повір'я, формули ввічливості тощо. Це усе було новим для науки, тому школа на чолі з Фердинандом де Сосюром випередила сучасні ідеї майже на півсторіччя. 